# Super League 2017-2018
La Super League 2017-2018, nota come Raiffeisen Super League 2017-2018 per motivi di sponsorizzazione, è stata la 121ª edizione della massima divisione del campionato svizzero di calcio, la 15ª edizione sotto l'attuale denominazione. Il campionato è iniziato il 22 luglio 2017 e si è concluso il 19 maggio 2018.

## Stagione

### Novità
Dalla Super League 2016-2017 è stato retrocesso in cadetteria il Vaduz, classificatosi all'ultimo posto, mentre dalla Challenge League 2016-2017 è stato promosso lo Zurigo, di ritorno in massima serie dopo una sola stagione.

### Formula
Le 10 squadre partecipanti si affrontano in un doppio girone all'italiana con partite di andata e ritorno per un totale di 36 giornate.
- La squadra campione di Svizzera è ammessa al play-off di qualificazione della UEFA Champions League 2018-2019.
- La 2ª classificata è ammessa al secondo turno di qualificazione della UEFA Champions League 2018-2019.
- La 3ª classificata è ammessa al terzo turno di qualificazione della UEFA Europa League 2018-2019.
- La 4ª classificata è ammessa al secondo turno di qualificazione della UEFA Europa League 2018-2019.
- L'ultima classificata retrocede in Challenge League.[2]

## Squadre partecipanti
| Club         | Stagione | Città     | Stadio                         | Stagione 2016-2017           |
| ------------ | -------- | --------- | ------------------------------ | ---------------------------- |
| Basilea      | dettagli | Basilea   | St. Jakob-Park                 | Campione di Svizzera         |
| Grasshoppers | dettagli | Zurigo    | Stadio Letzigrund              | 8º posto in Super League     |
| Losanna      | dettagli | Losanna   | Stade Olympique de la Pontaise | 9º posto in Super League     |
| Lucerna      | dettagli | Lucerna   | Swissporarena                  | 5º posto in Super League     |
| Lugano       | dettagli | Lugano    | Stadio di Cornaredo            | 3º posto in Super League     |
| San Gallo    | dettagli | San Gallo | Kybunpark                      | 7º posto in Super League     |
| Sion         | dettagli | Sion      | Stade Tourbillon               | 3º posto in Super League     |
| Thun         | dettagli | Thun      | Stockhorn Arena                | 6º posto in Super League     |
| Young Boys   | dettagli | Berna     | Stade de Suisse                | 2º posto in Super League     |
| Zurigo       | dettagli | Zurigo    | Stadio Letzigrund              | 1º posto in Challenge League |

## Allenatori e primatisti
| Squadra      | Allenatore                                                                                      | Giocatore più presente (tra parentesi il numero delle presenze)  | Capocannoniere (tra parentesi il numero dei gol segnati) |
| ------------ | ----------------------------------------------------------------------------------------------- | ---------------------------------------------------------------- | -------------------------------------------------------- |
| Basilea      | Raphaël Wicky                                                                                   | Tomáš Vaclík (36)                                                | Albian Ajeti (14)                                        |
| Grasshoppers | Carlos Bernegger (1ª-5ª) Murat Yakın (6ª-28ª) Mathias Walther (29ª-31ª) Thorsten Fink (32ª-36ª) | Heinz Lindner (36)                                               | Kenan Kodro (7)                                          |
| Losanna      | Fabio Celestini (1ª-30ª) Ilja Borenovic (31ª-36ª)                                               | Thomas Castella (36)                                             | Benjamin Kololli (10)                                    |
| Lucerna      | Markus Babbel (1ª-19ª) Gerardo Seoane (20ª-36ª)                                                 | Jonas Omlin (36)                                                 | Pascal Schürpf (11)                                      |
| Lugano       | Pierluigi Tami (1ª-28ª) Guillermo Abascal (29ª-36ª)                                             | Jonathan Sabbatini (33)                                          | Carlinhos (10)                                           |
| San Gallo    | Giorgio Contini (1ª-31ª) Boro Kuzmanović (32ª-36ª)                                              | Marco Aratore (36)                                               | Roman Buess (8) Marco Aratore (8)                        |
| Sion         | Paolo Tramezzani (1ª-12ª) Gabri (13ª-20ª) Maurizio Jacobacci (21ª-36ª)                          | Marco Schneuwly (32)                                             | Matheus Cunha (10)                                       |
| Thun         | Marc Schneider                                                                                  | Marvin Spielmann (34)                                            | Marvin Spielmann (13)                                    |
| Young Boys   | Adi Hütter                                                                                      | Steve von Bergen (34) Roger Assalé (34) Christian Fassnacht (34) | Guillaume Hoarau (15)                                    |
| Zurigo       | Ulrich Forte (1ª-22ª) Ludovic Magnin (23ª-36ª)                                                  | Victor Pálsson (33) Adrian Winter (33)                           | Michael Frey (12)                                        |

## Classifica finale
|  | Pos. | Squadra      | Pt | G  | V  | N  | P  | GF | GS | DR  |
|  | ---- | ------------ | -- | -- | -- | -- | -- | -- | -- | --- |
|  | 1.   | Young Boys   | 84 | 36 | 26 | 6  | 4  | 84 | 41 | +43 |
|  | 2.   | Basilea      | 69 | 36 | 20 | 9  | 7  | 72 | 36 | +36 |
|  | 3.   | Lucerna      | 54 | 36 | 15 | 9  | 12 | 51 | 51 | 0   |
|  | 4.   | Zurigo       | 49 | 36 | 12 | 13 | 11 | 50 | 44 | +6  |
|  | 5.   | San Gallo    | 45 | 36 | 14 | 3  | 19 | 52 | 72 | -20 |
|  | 6.   | Sion         | 42 | 36 | 11 | 9  | 16 | 53 | 56 | -3  |
|  | 7.   | Thun         | 42 | 36 | 12 | 6  | 18 | 53 | 68 | -15 |
|  | 8.   | Lugano       | 42 | 36 | 12 | 6  | 18 | 38 | 55 | -17 |
|  | 9.   | Grasshoppers | 39 | 36 | 10 | 9  | 17 | 43 | 52 | -9  |
|  | 10.  | Losanna      | 35 | 36 | 9  | 8  | 18 | 46 | 64 | -18 |

Legenda:
      Campione di Svizzera e ammessa al play-off di qualificazione della UEFA Champions League 2018-2019.
      Ammessa al secondo turno di qualificazione della UEFA Champions League 2018-2019.
      Ammessa al terzo turno di qualificazione della UEFA Europa League 2018-2019.
      Ammessa al secondo turno di qualificazione della UEFA Europa League 2018-2019.
      Retrocessa in Challenge League 2018-2019.
Note:
Tre punti a vittoria, uno a pareggio, zero a sconfitta.
In caso di arrivo di due o più squadre a pari punti, la graduatoria verrà stilata in base ai seguenti criteri:
- Differenza reti generale.
- Reti realizzate in generale.
- Differenza reti negli scontri diretti.
- Maggior numero di reti in trasferta.
- Sorteggio.

## Risultati

### Prima fase
|              | BAS  | GRA  | LOS  | LUC  | LUG  | SAN  | SIO  | THU  | YOU  | ZUR  |
| ------------ | ---- | ---- | ---- | ---- | ---- | ---- | ---- | ---- | ---- | ---- |
| Basilea      | –––– | 3-2  | 1-2  | 3-1  | 1-1  | 3-0  | 5-1  | 2-1  | 1-1  | 1-0  |
| Grasshoppers | 0-0  | –––– | 2-0  | 1-1  | 0-1  | 2-0  | 3-2  | 2-0  | 0-4  | 0-2  |
| Losanna      | 1-4  | 1-1  | –––– | 3-1  | 2-3  | 3-3  | 0-1  | 1-3  | 2-1  | 1-1  |
| Lucerna      | 1-4  | 2-2  | 2-3  | –––– | 1-0  | 3-0  | 2-1  | 2-2  | 0-1  | 1-1  |
| Lugano       | 0-4  | 0-3  | 1-2  | 1-0  | –––– | 0-1  | 1-2  | 4-1  | 1-2  | 0-0  |
| San Gallo    | 2-1  | 3-1  | 0-4  | 0-2  | 0-2  | –––– | 2-0  | 3-0  | 2-2  | 1-3  |
| Sion         | 1-1  | 3-0  | 1-1  | 1-1  | 2-2  | 1-2  | –––– | 2-3  | 0-1  | 1-1  |
| Thun         | 0-3  | 2-2  | 5-2  | 2-0  | 1-1  | 1-2  | 0-1  | –––– | 3-1  | 1-3  |
| Young Boys   | 2-0  | 1-1  | 3-0  | 4-1  | 3-0  | 6-1  | 5-1  | 0-4  | –––– | 2-1  |
| Zurigo       | 0-0  | 0-4  | 2-0  | 1-2  | 3-0  | 1-1  | 2-0  | 2-1  | 0-0  | –––– |

### Seconda fase
|              | BAS  | GRA  | LOS  | LUC  | LUG  | SAN  | SIO  | THU  | YOU  | ZUR  |
| ------------ | ---- | ---- | ---- | ---- | ---- | ---- | ---- | ---- | ---- | ---- |
| Basilea      | –––– | 1-0  | 2-1  | 2-2  | 0-1  | 0-2  | 1-0  | 6-1  | 5-1  | 3-0  |
| Grasshoppers | 0-2  | –––– | 0-0  | 1-2  | 4-3  | 1-2  | 0-2  | 0-2  | 1-2  | 1-0  |
| Losanna      | 1-1  | 0-1  | –––– | 0-1  | 2-1  | 1-4  | 0-2  | 0-3  | 1-4  | 5-1  |
| Lucerna      | 1-0  | 1-1  | 2-1  | –––– | 2-0  | 3-1  | 0-1  | 2-1  | 2-4  | 2-1  |
| Lugano       | 0-1  | 1-0  | 2-0  | 1-2  | –––– | 2-1  | 1-0  | 1-1  | 2-4  | 1-1  |
| San Gallo    | 2-4  | 2-1  | 0-3  | 2-3  | 3-0  | –––– | 3-2  | 0-1  | 2-4  | 1-2  |
| Sion         | 2-2  | 1-3  | 3-1  | 1-1  | 0-1  | 3-2  | –––– | 7-2  | 0-1  | 1-1  |
| Thun         | 0-2  | 2-1  | 0-0  | 1-0  | 0-2  | 1-2  | 1-4  | –––– | 2-2  | 0-1  |
| Young Boys   | 2-2  | 3-1  | 4-1  | 2-1  | 3-1  | 2-0  | 1-0  | 3-1  | –––– | 1-0  |
| Zurigo       | 4-1  | 1-1  | 1-1  | 1-1  | 3-0  | 4-0  | 3-3  | 2-4  | 1-2  | –––– |

### Calendario

#### Prima fase
| Andata  | Andata | Prima giornata      | Ritorno | Ritorno |
|         |        |                     |         |         |
| 22 lug. | 3-3    | Losanna-San Gallo   | 4-0     | 22 ott. |
| 22 lug. | 2-0    | Young Boys-Basilea  | 1-1     | 5 nov.  |
| 23 lug. | 0-2    | Grasshoppers-Zurigo | 4-0     | 21 ott. |
| 23 lug. | 1-0    | Lucerna-Lugano      | 0-1     | 29 ott. |
| 23 lug. | 0-1    | Thun-Sion           | 3-2     | 9 ott.  |

| Andata  | Andata | Seconda giornata        | Ritorno | Ritorno |
|         |        |                         |         |         |
| 29 lug. | 0-4    | Grasshoppers-Young Boys | 1-1     | 10 dic. |
| 16 ago. | 0-1    | Lugano-San Gallo        | 2-0     | 18 nov. |
| 30 lug. | 3-1    | Basilea-Lucerna         | 4-1     | 25 nov. |
| 30 lug. | 0-1    | Losanna-Sion            | 1-1     | 27 set. |
| 30 lug. | 2-1    | Zurigo-Thun             | 3-1     | 15 ott. |

| Andata | Andata | Terza giornata       | Ritorno | Ritorno |
|        |        |                      |         |         |
| 5 ago. | 0-0    | Lugano-Zurigo        | 0-3     | 1 ott.  |
| 5 ago. | 0-3    | Thun-Basilea         | 1-2     | 21 ott. |
| 6 ago. | 2-2    | Lucerna-Grasshoppers | 1-1     | 15 ott. |
| 6 ago. | 2-0    | San Gallo-Sion       | 2-1     | 15 ott. |
| 6 ago. | 3-0    | Young Boys-Losanna   | 1-2     | 14 ott. |

| Andata  | Andata | Quarta giornata      | Ritorno | Ritorno |
|         |        |                      |         |         |
| 9 ago.  | 2-3    | Losanna-Lugano       | 2-1     | 10 dic. |
| 9 ago.  | 0-2    | San Gallo-Lucerna    | 0-3     | 5 nov.  |
| 9 ago.  | 0-4    | Young Boys-Thun      | 1-3     | 3 dic.  |
| 10 ago. | 3-2    | Basilea-Grasshoppers | 0-0     | 30 set. |
| 10 ago. | 2-0    | Zurigo-Sion          | 1-1     | 4 nov.  |

| Andata  | Andata | Quinta giornata        | Ritorno | Ritorno |
|         |        |                        |         |         |
| 19 ago. | 5-2    | Thun-Losanna           | 3-1     | 28 ott. |
| 19 ago. | 0-0    | Zurigo-Young Boys      | 1-2     | 19 nov. |
| 20 ago. | 1-1    | Basilea-Lugano         | 4-0     | 14 ott. |
| 20 ago. | 2-0    | Grasshoppers-San Gallo | 1-3     | 29 ott. |
| 20 ago. | 1-1    | Sion-Lucerna           | 1-2     | 2 dic.  |

| Andata  | Andata | Sesta giornata       | Ritorno | Ritorno |
|         |        |                      |         |         |
| 26 ago. | 1-1    | Losanna-Grasshoppers | 0-2     | 4 nov.  |
| 26 ago. | 4-1    | Lugano-Thun          | 1-1     | 5 nov.  |
| 27 ago. | 1-1    | Lucerna-Zurigo       | 2-1     | 10 dic. |
| 27 ago. | 1-1    | Sion-Basilea         | 1-5     | 18 nov. |
| 27 ago. | 2-2    | San Gallo-Young Boys | 1-6     | 1 ott.  |

| Andata  | Andata | Settima giornata  | Ritorno | Ritorno |
|         |        |                   |         |         |
| 9 set.  | 1-2    | Basilea-Losanna   | 4-1     | 2 dic.  |
| 9 set.  | 1-1    | Zurigo-San Gallo  | 3-1     | 3 dic.  |
| 10 set. | 3-2    | Grasshoppers-Sion | 0-3     | 26 nov. |
| 10 set. | 2-2    | Lucerna-Thun      | 0-2     | 1 ott.  |
| 10 set. | 3-0    | Young Boys-Lugano | 2-1     | 26 nov. |

| Andata  | Andata | Ottava giornata    | Ritorno | Ritorno |
|         |        |                    |         |         |
| 20 set. | 1-1    | Losanna-Zurigo     | 0-2     | 26 nov. |
| 20 set. | 2-1    | San Gallo-Basilea  | 0-3     | 9 dic.  |
| 20 set. | 4-1    | Young Boys-Lucerna | 1-0     | 22 ott. |
| 21 set. | 1-2    | Lugano-Sion        | 2-2     | 22 ott. |
| 21 set. | 2-2    | Thun-Grasshoppers  | 0-2     | 19 nov. |

| Andata  | Andata | Nona giornata       | Ritorno | Ritorno |
|         |        |                     |         |         |
| 23 set. | 1-0    | Basilea-Zurigo      | 0-0     | 28 ott. |
| 23 set. | 2-3    | Lucerna-Losanna     | 1-3     | 19 nov. |
| 24 set. | 0-3    | Lugano-Grasshoppers | 1-0     | 3 dic.  |
| 24 set. | 0-1    | Sion-Young Boys     | 1-5     | 29 ott. |
| 24 set. | 3-0    | San Gallo-Thun      | 2-1     | 25 nov. |

#### Seconda fase
| Andata  | Andata | Prima giornata       | Ritorno | Ritorno |
|         |        |                      |         |         |
| 16 dic. | 3-2    | San Gallo-Sion       | -       |         |
| 16 dic. | 0-2    | Thun-Lugano          | -       |         |
| 17 dic. | 0-2    | Grasshoppers-Basilea | -       |         |
| 17 dic. | 5-1    | Losanna-Zurigo       | -       |         |
| 17 dic. | 2-4    | Lucerna-Young Boys   | -       |         |

| Andata | Andata | Seconda giornata     | Ritorno | Ritorno |
|        |        |                      |         |         |
| 3 feb. | 2-1    | Lucerna-Losanna      | -       |         |
| 3 feb. | 2-0    | Young Boys-San Gallo | -       |         |
| 4 feb. | 0-1    | Basilea-Lugano       | -       |         |
| 4 feb. | 1-3    | Sion-Grasshoppers    | -       |         |
| 4 feb. | 2-4    | Zurigo-Thun          | -       |         |

| Andata  | Andata | Terza giornata       | Ritorno | Ritorno |
|         |        |                      |         |         |
| 10 feb. | 1-0    | Lugano-Sion          | -       |         |
| 10 feb. | 0-2    | Thun-Basilea         | -       |         |
| 11 feb. | 1-2    | Grasshoppers-Lucerna | -       |         |
| 11 feb. | 1-4    | Losanna-Young Boys   | -       |         |
| 11 feb. | 1-2    | San Gallo-Zurigo     | -       |         |

| Andata  | Andata | Quarta giornata     | Ritorno | Ritorno |
|         |        |                     |         |         |
| 17 feb. | 0-2    | Basilea-San Gallo   | -       |         |
| 17 feb. | 1-0    | Lugano-Grasshoppers | -       |         |
| 18 feb. | 3-1    | Sion-Losanna        | -       |         |
| 18 feb. | 3-1    | Young Boys-Thun     | -       |         |
| 18 feb. | 1-1    | Zurigo-Lucerna      | -       |         |

| Andata  | Andata | Quinta giornata     | Ritorno | Ritorno |
|         |        |                     |         |         |
| 24 feb. | -      | Losanna-Basilea     | -       |         |
| 24 feb. | 1-0    | Young Boys-Sion     | -       |         |
| 25 feb. | 2-1    | Lucerna-Thun        | -       |         |
| 25 feb. | 3-1    | San Gall-Lugano     | -       |         |
| 25 feb. | 1-0    | Grasshoppers-Zurigo | -       |         |

| Andata | Andata | Sesta giornata       | Ritorno | Ritorno |
|        |        |                      |         |         |
| 3 mar. | 3-0    | Basilea-Zurigo       | -       |         |
| 3 mar. | 0-0    | Grasshoppers-Losanna | -       |         |
| 4 mar. | 2-4    | Lugano-Young Boys    | -       |         |
| 4 mar. | 1-1    | Sion-Lucerna         | -       |         |
| 4 mar. | 1-2    | Thun-San Gallo       | -       |         |

| Andata  | Andata | Settima giornata        | Ritorno | Ritorno |
|         |        |                         |         |         |
| 10 mar. | 1-4    | Losanna-San Gallo       | -       |         |
| 10 mar. | 3-0    | Zurigo-Lugano           | -       |         |
| 11 mar. | 1-0    | Lucerna-Basilea         | -       |         |
| 11 mar. | 7-2    | Sion-Thun               | -       |         |
| 11 mar. | 3-1    | Young Boys-Grasshoppers | -       |         |

| Andata  | Andata | Ottava giornata        | Ritorno | Ritorno |
|         |        |                        |         |         |
| 17 mar. | 2-1    | San Gallo-Grasshoppers | -       |         |
| 17 mar. | 1-2    | Zurigo-Young Boys      | -       |         |
| 18 mar. | 1-0    | Basilea-Sion           | -       |         |
| 18 mar. | 1-2    | Lugano-Lucerna         | -       |         |
| 18 mar. | 0-0    | Thun-Losanna           | -       |         |

| Andata  | Andata | Nona giornata      | Ritorno | Ritorno |
|         |        |                    |         |         |
| 31 mar. | -      | Grasshoppers-Thun  | -       |         |
| 31 mar. | -      | Sion-Zurigo        | -       |         |
| 2 apr.  | -      | Losanna-Lugano     | -       |         |
| 2 apr.  | -      | Lucerna-San Gallo  | -       |         |
| 2 apr.  | -      | Young Boys-Basilea | -       |         |

## Statistiche

### Squadre

#### Capoliste solitarie
|    | —— | ——   | ——     | ——     | ——     | ——         | ——         | ——         | ——         | ——         | ——         | ——         | ——         | ——         | ——         | ——         | ——         | ——         | ——         | ——         | ——         | ——         | ——         | ——         | ——         | ——         | ——         | ——         | ——         | ——         | ——         | ——         | ——         | ——         | ——         | —— |  |
|    |    | Y.B. | Zurigo | Zurigo | Zurigo | Young Boys | Young Boys | Young Boys | Young Boys | Young Boys | Young Boys | Young Boys | Young Boys | Young Boys | Young Boys | Young Boys | Young Boys | Young Boys | Young Boys | Young Boys | Young Boys | Young Boys | Young Boys | Young Boys | Young Boys | Young Boys | Young Boys | Young Boys | Young Boys | Young Boys | Young Boys | Young Boys | Young Boys | Young Boys | Young Boys |    |  |
|    |    |      |        |        |        |            |            |            |            |            |            |            |            |            |            |            |            |            |            |            |            |            |            |            |            |            |            |            |            |            |            |            |            |            |            |    |  |
|    |    |      |        |        |        |            |            |            |            |            |            |            |            |            |            |            |            |            |            |            |            |            |            |            |            |            |            |            |            |            |            |            |            |            |            |    |  |
| 1ª | 2ª | 3ª   | 4ª     | 5ª     | 6ª     | 7ª         | 8ª         | 9ª         | 10ª        | 11ª        | 12ª        | 13ª        | 14ª        | 15ª        | 16ª        | 17ª        | 18ª        | 19ª        | 20ª        | 21ª        | 22ª        | 23ª        | 24ª        | 25ª        | 26ª        | 27ª        | 28ª        | 29ª        | 30ª        | 31ª        | 32ª        | 33ª        | 34ª        | 35ª        | 36ª        |    |  |

#### Classifica in divenire
|              | 1ª | 2ª | 3ª | 4ª | 5ª | 6ª | 7ª | 8ª | 9ª | 10ª | 11ª | 12ª | 13ª | 14ª | 15ª | 16ª | 17ª | 18ª | 19ª | 20ª | 21ª | 22ª | 23ª | 24ª | 25ª | 26ª | 27ª | 28ª | 29ª | 30ª | 31ª | 32ª | 33ª | 34ª | 35ª | 36ª |
| ------------ | -- | -- | -- | -- | -- | -- | -- | -- | -- | --- | --- | --- | --- | --- | --- | --- | --- | --- | --- | --- | --- | --- | --- | --- | --- | --- | --- | --- | --- | --- | --- | --- | --- | --- | --- | --- |
| Young Boys   | 3  | 6  | 9  | 9  | 10 | 11 | 14 | 17 | 20 | 23  | 23  | 26  | 29  | 30  | 33  | 36  | 36  | 37  | 40  | 43  | 46  | 49  | 52  | 55  | 58  | 61  | 62  | 65  | 68  | 69  | 72  | 75  | 78  | 78  | 81  | 84  |
| Basilea      | 0  | 3  | 6  | 9  | 10 | 11 | 11 | 11 | 14 | 15  | 18  | 21  | 22  | 23  | 26  | 29  | 32  | 35  | 38  | 38  | 41  | 41  | 42  | 45  | 45  | 48  | 49  | 52  | 55  | 58  | 59  | 62  | 65  | 68  | 68  | 69  |
| Losanna      | 1  | 1  | 1  | 1  | 1  | 2  | 5  | 6  | 9  | 10  | 13  | 16  | 16  | 16  | 19  | 19  | 19  | 22  | 25  | 25  | 25  | 25  | 26  | 27  | 27  | 28  | 31  | 31  | 31  | 31  | 31  | 31  | 32  | 32  | 32  | 35  |
| Lugano       | 0  | 0  | 1  | 4  | 5  | 8  | 8  | 8  | 8  | 8   | 8   | 9   | 12  | 13  | 16  | 16  | 19  | 19  | 22  | 25  | 28  | 31  | 31  | 31  | 31  | 31  | 31  | 31  | 32  | 35  | 35  | 38  | 38  | 41  | 41  | 42  |
| Lucerna      | 3  | 3  | 4  | 7  | 8  | 9  | 10 | 10 | 10 | 10  | 11  | 11  | 11  | 14  | 14  | 14  | 17  | 20  | 20  | 23  | 26  | 27  | 30  | 31  | 34  | 37  | 40  | 40  | 40  | 43  | 46  | 46  | 49  | 52  | 53  | 54  |
| Sion         | 3  | 6  | 6  | 6  | 7  | 8  | 8  | 11 | 11 | 12  | 12  | 13  | 13  | 14  | 14  | 17  | 17  | 17  | 17  | 17  | 17  | 20  | 20  | 21  | 24  | 24  | 25  | 28  | 31  | 31  | 32  | 33  | 33  | 36  | 39  | 42  |
| San Gallo    | 1  | 4  | 7  | 7  | 7  | 8  | 9  | 12 | 15 | 15  | 18  | 18  | 21  | 21  | 21  | 24  | 24  | 24  | 27  | 27  | 27  | 30  | 33  | 36  | 39  | 42  | 42  | 42  | 45  | 45  | 45  | 45  | 45  | 45  | 45  | 45  |
| Thun         | 0  | 0  | 0  | 3  | 6  | 6  | 7  | 8  | 8  | 11  | 11  | 11  | 14  | 15  | 15  | 15  | 18  | 21  | 21  | 24  | 24  | 24  | 24  | 24  | 24  | 25  | 28  | 31  | 32  | 33  | 36  | 36  | 39  | 39  | 42  | 42  |
| Zurigo       | 3  | 6  | 7  | 10 | 11 | 12 | 13 | 14 | 14 | 17  | 20  | 20  | 21  | 22  | 22  | 25  | 28  | 28  | 28  | 28  | 31  | 32  | 32  | 32  | 35  | 35  | 36  | 37  | 37  | 40  | 40  | 41  | 42  | 45  | 48  | 49  |
| Grasshoppers | 0  | 0  | 1  | 1  | 4  | 5  | 8  | 9  | 12 | 13  | 14  | 17  | 17  | 20  | 23  | 23  | 23  | 24  | 24  | 27  | 27  | 27  | 30  | 31  | 31  | 31  | 31  | 32  | 32  | 32  | 35  | 38  | 38  | 38  | 39  | 39  |

#### Classifiche di rendimento

##### Rendimento andata-ritorno
| Andata       | Andata | Ritorno      | Ritorno |
|              |        |              |         |
| Young Boys   | 37     | Young Boys   | 47      |
| Basilea      | 35     | Basilea      | 34      |
| Zurigo       | 28     | Lucerna      | 34      |
| Grasshoppers | 24     | Sion         | 25      |
| San Gallo    | 24     | Lugano       | 23      |
| Losanna      | 22     | Zurigo       | 21      |
| Thun         | 21     | San Gallo    | 21      |
| Lucerna      | 20     | Thun         | 21      |
| Lugano       | 19     | Grasshoppers | 15      |
| Sion         | 17     | Losanna      | 13      |

##### Rendimento casa-trasferta
| Casa         | Casa | Trasferta    | Trasferta |
|              |      |              |           |
| Young Boys   | 47   | Young Boys   | 37        |
| Basilea      | 39   | Basilea      | 30        |
| Lucerna      | 31   | Lucerna      | 23        |
| Zurigo       | 28   | Thun         | 23        |
| San Gallo    | 22   | San Gallo    | 23        |
| Lugano       | 21   | Sion         | 22        |
| Grasshoppers | 21   | Zurigo       | 21        |
| Sion         | 20   | Lugano       | 21        |
| Thun         | 19   | Losanna      | 19        |
| Losanna      | 16   | Grasshoppers | 18        |

#### Primati stagionali
Squadre
- Maggior numero di vittorie: Young Boys (26)
- Maggior numero di pareggi: Zurigo (13)
- Maggior numero di sconfitte: San Gallo, Losanna (19)
- Minor numero di vittorie: Losanna (9)
- Minor numero di pareggi: San Gallo (3)
- Minor numero di sconfitte: Young Boys (4)
- Miglior attacco: Young Boys (84 gol fatti)
- Peggior attacco: Lugano (38 gol fatti)
- Miglior difesa: Basilea (36 gol subiti)
- Peggior difesa: San Gallo (72 gol subiti)
- Miglior differenza reti: Young Boys (+43)
- Peggior differenza reti: Losanna (-21)
- Miglior serie positiva: Young Boys (16, 18ª-33ª)
- Peggior serie negativa: San Gallo (7, 30ª-36ª)
- Maggior numero di vittorie consecutive: Young Boys (8, 19ª-26ª)

Partite
- Più gol (9):

Sion-Thun 7-2, 11 marzo 2018
- Maggior scarto di gol (5): Young Boys-San Gallo 6-1, Basilea-Thun 6-1, Sion-Thun 7-2
- Maggior numero di reti in una giornata: 22 gol nella 25ª giornata
- Minor numero di reti in una giornata: 10 gol nella 23ª giornata, 10 gol nella 26ª giornata, 10 gol nella 29ª giornata
- Maggior numero di espulsioni in una giornata: 4 in 7ª giornata

### Individuali

#### Classifica marcatori
| Gol | Rigori |  | Giocatore             | Squadra            |
| --- | ------ |  | --------------------- | ------------------ |
| 17  | 0      |  | Albian Ajeti          | Basilea, San Gallo |
| 15  | 5      |  | Guillaume Hoarau      | Young Boys         |
| 13  | 0      |  | Jean-Pierre Nsame     | Young Boys         |
| 13  | 1      |  | Marvin Spielmann      | Thun               |
| 12  | 0      |  | Roger Assalé          | Young Boys         |
| 12  | 0      |  | Michael Frey          | Zurigo             |
| 11  | 0      |  | Mohamed Elyounoussi   | Basilea            |
| 11  | 0      |  | Christian Fassnacht   | Young Boys         |
| 11  | 0      |  | Simone Rapp           | Losanna, Thun      |
| 11  | 0      |  | Pascal Schürpf        | Lucerna            |
| 11  | 2      |  | Miralem Sulejmani     | Young Boys         |
| 11  | 3      |  | Ricky van Wolfswinkel | Basilea            |
| 10  | 1      |  | Carlinhos             | Lugano             |
| 10  | 2      |  | Benjamin Kololli      | Losanna            |
| 10  | 0      |  | Matheus Cunha         | Sion               |

#### Media spettatori
| Club         | Pos. | Media  | Totale  | Abbonamenti |
| ------------ | ---- | ------ | ------- | ----------- |
| Basilea      | 1    | 25 857 | 465 426 |             |
| Young Boys   | 2    | 21 971 | 395 482 |             |
| San Gallo    | 3    | 12 614 | 227 043 |             |
| Zurigo       | 4    | 10 726 | 193 073 |             |
| Lucerna      | 5    | 10 051 | 180 925 |             |
| Sion         | 6    | 9 922  | 178 600 |             |
| Grasshoppers | 7    | 7 017  | 126 300 |             |
| Thun         | 8    | 5 908  | 106 335 |             |
| Losanna      | 9    | 3 996  | 71 931  |             |
| Lugano       | 10   | 3 747  | 67 454  |             |

#### Arbitri
- Fedayi San (23)
- Stephan Klossner (21)
- Adrien Jaccottet (19)
- Sandro Schärer (17)
- Lionel Tschudi (17)
- Pascal Erlachner (16)
- Nikolaj Hänni (16)

- Urs Schnyder (15)
- Alain Bieri (13)
- Lukas Fähndrich (13)
- Sascha Amhof (8)
- Jérôme Brisard (1)
- Frank Schneider (1)